# Battaglia di Gilboa

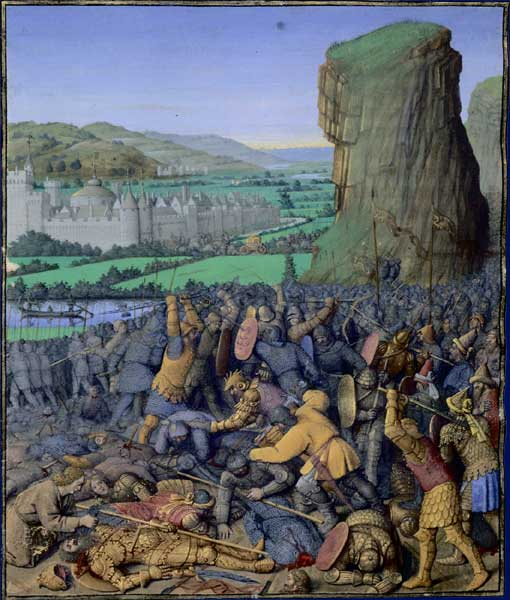
In primo piano la morte suicida di Saul per mano di un amalecita, sullo sfondo i Filistei si impossessano dell'Arca dell'Alleanza per portarla dentro il loro tempio di Dagon. (Da un'illustrazione al libro di Flavio Giuseppe eseguita da Jean Fouquet tra il 1470 e il 1475 e conservata nella BnF di Parigi, Département des Manuscrits, Français 247, fol. 110v (Livre VI)

La battaglia di Gilboa, Ghilboa o Gelboè è lo scontro in cui muoiono Saul, re degli Israeliti, e il figlio primogenito Gionatan.

## Descrizione
Narra la Bibbia che Saul venne a battaglia con i Filistei che avevano attaccato il suo regno. Trovandosi al cospetto di un nemico numericamente forte e assai temibile, Saul utilizzò dapprima tattiche di guerriglia, per poi vedersi costretto a fronteggiarlo in una battaglia campale.
Certi di essere sconfitti in pianura, dove i Filistei potevano avvalersi dei carri da battaglia, gli Israeliti si ritrassero sulla cresta ripida e rocciosa del monte Gilboa, ma le condizioni impervie del terreno non intimidirono i Filistei che invasero la montagna mietendo moltissime vittime fra gli Israeliti, tra gli altri i tre figli di Saul, Gionata, Abinadab e Malchi-Sua. Mentre intorno l'esercito soccombeva, Saul, ferito e circondato, per non cadere preda del nemico, chiese al suo scudiero di trafiggerlo, e al suo rifiuto si gettò sulla sua spada e morì.
L'Arca dell'Alleanza fu presa dai vincitori e solo in seguito essa sarà recuperata dal nuovo re, Davide.
La morte del re è giudicata dalla Bibbia come frutto dello sfavore divino, provocato da vari gravi peccati e misfatti del re, non ultimo quello d'aver voluto procedere a un rito negromantico (perfettamente riuscito) grazie al quale una donna di En-Dor evocò per suo conto la figura del defunto profeta Samuele, al fine di ricevere indicazioni utili a fargli superare i problemi del regno e quelli suoi personali.
Saul non ottenne alcuna risposta utile ma solo la conferma del grave corruccio divino nei confronti di Saul e il preannuncio per il giorno successivo della morte sua e dei suoi figli, oltre alla totale disfatta d'Israele ad opera dei Filistei.
Tale blasfemo rito negromantico avvenne tra l'altro in dispregio dell'assoluto divieto, impartito in precedenza dallo stesso Saul, che nel suo regno agissero i qoṣemîm (negromanti) e sottolineò in maniera chiara e drammatica la totale sfiducia di Saul nei confronti del Dio che l'aveva elevato a sovrano d'Israele.